# جف هرست
جف هرست (انگلیسی: Geoff Hurst؛ زاده ۸ دسامبر ۱۹۴۱ در اشتون-آندر-لاین) بازیکن و مربی سابق فوتبال اهل انگلستان است. وی سابقه عضویت در باشگاه وستهام و استوک سیتی و مربی‌گری در تیم چلسی را دارد. او یکی از گلزنان فینال جام جهانی ۱۹۶۶ مقابل آلمان غربی بود که در این بازی ۳ گل به ثمر رساند تا در نهایت، انگلستان ۴ بر ۲ آلمان غربی را شکست داده و قهرمان جام شود.